# 大矢根博臣
大矢根 博臣（おおやね ひろおみ、1935年〈昭和10年〉7月1日 - ）は、香川県三豊郡仁尾町（現：三豊市仁尾町）出身の元プロ野球選手（投手）。右投右打。
現役時代はNPB（セントラル・リーグ）の中日ドラゴンズで先発投手として活躍し、在籍7年間（1954年 - 1960年）で84勝52敗を記録した。特に1956年には中日のエースとして20勝を挙げ、1958年には自己最多の24勝を挙げた。
中日時代の通算防御率は1.99、通算勝率は0.618。2020年シーズン終了時点で、前者は中日の球団記録であり、後者も杉下茂・服部受弘・吉見一起に次ぐ球団史上4位（いずれも通算投球回1000イニング以上の投手に限る）である。

## 来歴・人物

### プロ入り前
明治から続く刃物製造業者の実家に三男として産まれたが、小学生のころに戦争が激化し、野球を始めた時期は高校入学後だった。
香川県立観音寺第一高等学校時代は甲子園には出場できず、2年生夏の地方大会（1953年〈昭和28年〉）で準決勝まで進んだのが最高位で、志度商業高校相手に敗退。同じ北四国ブロックに在籍していた松山商業高校（愛媛）には、後に中日ドラゴンズで同僚となる空谷泰（児玉泰・1953年夏の甲子園優勝投手）がいたが、大矢根は県内屈指の好投手として知られ、「空谷以上の快速球を投げる投手」という評価も得ていた。
本人は大学進学を希望しており、大洋松竹ロビンス（洋松ロビンス）からの勧誘も固辞していたが、中日の二軍監督・宮坂達雄の熱意にほだされた父親から勧められ、1954年（昭和29年）に空谷とともに中日に入団。当時の中日二軍スタッフは監督とマネージャーのみで、一軍の投手コーチも捕手の野口明が兼任していた。プロ入り当時の背番号は37。

### 中日時代
プロ入り当初は同期の空谷に比べ、甲子園出場経験のない大矢根への注目度は低かったが、1年目（1954年）は二軍（新日本リーグ）で下積みを重ねた。その後、敗戦処理で一軍登板の機会を得ると、次第に天知俊一監督の信頼を勝ち得て、同年9月23日の対洋松ロビンス戦（ダブルヘッダー第2試合）でプロ初先発。洋松打線を3安打に抑え、2対0で完封勝利を記録する。リーグ最終戦（10月25日・中日球場）でも洋松に勝ち、2勝を挙げて中日の球団史上初のセ・リーグ優勝に貢献した。しかし同シーズン終了後に天知は突然辞意を表明し、後任の監督には野口明が就任した。野口体制で迎えたプロ2年目（1955年）に背番号を19に変更し、同年は先発ローテーションに定着して6勝を挙げた。
1956年（昭和31年）はエースの杉下茂から「自分の決め球を作れ」という助言を受け、決め球となる「沈むシュート」（ツーシーム）を習得。同年は杉下が14勝14敗と貯金を作れず、チームはセ・リーグ3位に終わったが、自身は中山俊丈（左腕）とともに左右の両輪として活躍。20勝13敗（21完投）・防御率1.53（セ・リーグ3位）を記録する活躍を見せ、杉下に代わる中日のエースとして認められるようになった。また同年には40回1/3の連続イニング無失点記録を樹立したが、これは2020年10月14日に大野雄大が更新するまで、64年間にわたり中日の球団記録だった。
1957年（昭和32年）は肘痛に苦しみ、規定投球回には到達できず、12勝に終わったが、同年10月12日の対大阪タイガース23回戦（甲子園球場）でノーヒットノーラン（2リーグ制施行以降ではセ・リーグ史上9回目）を達成した。この試合における与四死球は3、奪三振はわずか2で、本人は試合後に「調子はよくなかったが、その分慎重に投げたのがよかった」と振り返っていた。
1958年（昭和33年）はエース杉下が衰えて11勝に終わったが、自身はシュート中心の技巧派投手に転向し、自己最多の24勝を挙げた。また、防御率1.61は金田正一（国鉄スワローズ・防御率1.30）、藤田元司（読売ジャイアンツ〈巨人〉・防御率1.53）に次ぐセ・リーグ投手成績3位だった。同年はオールスターゲーム第2戦（広島市民球場）にも出場したが、4回表に中西太（西鉄）から3点本塁打を打たれている。杉下は同年限りで現役を引退し、翌1959年 - 1960年に中日の監督を務めたが、1961年に毎日大映オリオンズ（大毎オリオンズ）で現役復帰した。
1959年（昭和34年）は、春季キャンプ中盤に腰を痛め、12試合登板・5勝と不振に終わる。同年5月3日の対巨人戦では先発登板が発表されていたが、試合前にブルペンで腰痛を発症し、出場を回避した。
1960年（昭和35年）には15勝を挙げて復調の兆しを見せ、「1年おきのエース」とも言われたが、チームは投手陣の崩壊により、セ・パ分立後では初のBクラス（5位）に終わる。同年のオールスターゲームでは第1戦（川崎球場）・第3戦（後楽園球場）にそれぞれ登板した。

#### 交通事故・トレード
しかし1960年11月26日、自身の運転する乗用車で滋賀県甲賀郡石部町石部（現：湖南市）の国道1号を大阪方面に向けて運転していたところ、前方に停車していたトラックに追突。乗用車は横転し、対向車と激突して大破した。この事故により、乗用車に同乗していた女性2人（24歳・19歳）が全身強打で即死し、自身も頭蓋骨骨折の重傷を負った。野球の動作に関わる箇所には怪我はなかったが、この出来事で精神的ショックを受け、「名古屋にはいられない」とトレードを志願。12月17日に小淵泰輔とのトレードで西鉄ライオンズへ移籍することが発表された。
同年、5位に低迷した中日球団は杉下に代わり、濃人渉新監督の就任が決まっていたが、濃人は日鉄二瀬（社会人野球）時代に師弟関係にあった小淵の獲得を希望し、投手陣の補強が課題となっていた西鉄にトレードを打診。その交換相手として、中日側は12月12日に児玉（旧姓：空谷）・中山・河村保彦の3投手から1人を選ぶよう西鉄側に提示。これに対し、西鉄側は西亦次郎球団社長らフロント最高幹部と、川崎徳次監督による協議の結果、大矢根が先述の事故から「他球団に移籍して出直したい」と志願していることを把握したため、「第1候補は児玉、第2候補は河村。2人が拒否した場合は大矢根を指名する」と決定。直接交渉に入ると、中日側が児玉・河村のトレード要員を撤回したため、大矢根と小淵のトレードが成立した。この時、中日は大矢根に対し、事故被害者への慰謝料170万円＋大矢根自身への功労金200万円を支給している。

### 中日退団後
西鉄ライオンズ時代（1961年 - 1962年）の背番号は1。環境を変えて心機一転を図ったが、西鉄では在籍2年間でわずか2勝4敗の成績に終わり、1962年（昭和37年）限りで現役を引退した。
現役引退後は東海ラジオ放送の野球解説者に就任し、中日ドラゴンズOB会副会長も務めたほか、愛知県名古屋市内でクラブを経営していた。85歳になった2020年（令和2年）には自身の連続無失点球団記録を大野が更新したことに伴い、中日球団の親会社である中日新聞社から取材を受け、「自身が球団記録を持っていたことは覚えていなかった」というコメントを発表した。

## 選手としての特徴
思い切りよく内角を突く投球術と、曲がりながら落ちるシュートを武器に活躍した。プロ入り当初は速球にカーブを織り交ぜる投球スタイルだったが、杉下からの助言を受けてシュートを習得したことが飛躍につながった。また奪三振は少なく、少ない球数で力よりも技で勝負する投手だった。

## 詳細情報

### 年度別投手成績
| 年 度     | 球 団     | 登 板 | 先 発 | 完 投 | 完 封 | 無 四 球 | 勝 利 | 敗 戦 | セ 丨 ブ | ホ 丨 ル ド | 勝 率 | 打 者 | 投 球 回 | 被 安 打 | 被 本 塁 打 | 与 四 球 | 敬 遠 | 与 死 球 | 奪 三 振 | 暴 投 | ボ 丨 ク | 失 点 | 自 責 点 | 防 御 率 | W H I P |
| --------- | --------- | ----- | ----- | ----- | ----- | -------- | ----- | ----- | -------- | ----------- | ----- | ----- | -------- | -------- | ----------- | -------- | ----- | -------- | -------- | ----- | -------- | ----- | -------- | -------- | ------- |
| 1954      | 中日      | 7     | 2     | 0     | 0     | 0        | 2     | 0     | --       | --          | 1.000 | 112   | 27.1     | 24       | 1           | 3        | --    | 2        | 12       | 2     | 0        | 8     | 7        | 2.25     | 0.99    |
| 1955      | 中日      | 32    | 12    | 4     | 2     | 2        | 6     | 5     | --       | --          | .545  | 577   | 145.0    | 123      | 3           | 33       | 2     | 2        | 75       | 4     | 0        | 33    | 25       | 1.55     | 1.08    |
| 1956      | 中日      | 43    | 30    | 21    | 8     | 7        | 20    | 13    | --       | --          | .606  | 1090  | 281.1    | 222      | 6           | 43       | 2     | 5        | 119      | 1     | 0        | 60    | 48       | 1.53     | 0.94    |
| 1957      | 中日      | 29    | 18    | 10    | 4     | 1        | 12    | 7     | --       | --          | .632  | 639   | 161.0    | 123      | 6           | 42       | 3     | 4        | 96       | 0     | 0        | 42    | 41       | 2.29     | 1.02    |
| 1958      | 中日      | 53    | 38    | 21    | 6     | 4        | 24    | 13    | --       | --          | .649  | 1286  | 329.2    | 243      | 15          | 93       | 11    | 6        | 147      | 0     | 0        | 67    | 59       | 1.61     | 1.02    |
| 1959      | 中日      | 12    | 11    | 1     | 0     | 0        | 5     | 1     | --       | --          | .833  | 273   | 62.1     | 66       | 3           | 16       | 0     | 1        | 31       | 0     | 1        | 27    | 21       | 3.00     | 1.32    |
| 1960      | 中日      | 45    | 28    | 13    | 3     | 0        | 15    | 13    | --       | --          | .536  | 880   | 216.2    | 190      | 15          | 54       | 4     | 2        | 85       | 0     | 0        | 78    | 69       | 2.86     | 1.13    |
| 1961      | 西鉄      | 15    | 11    | 1     | 0     | 0        | 2     | 4     | --       | --          | .333  | 227   | 52.1     | 61       | 2           | 11       | 0     | 1        | 16       | 1     | 0        | 30    | 23       | 3.91     | 1.38    |
| 1962      | 西鉄      | 11    | 2     | 0     | 0     | 0        | 0     | 0     | --       | --          | ----  | 85    | 21.0     | 24       | 3           | 2        | 0     | 0        | 6        | 1     | 0        | 13    | 13       | 5.57     | 1.24    |
| 通算：9年 | 通算：9年 | 247   | 152   | 71    | 23    | 14       | 86    | 56    | --       | --          | .606  | 5169  | 1296.2   | 1076     | 54          | 297      | 22    | 23       | 587      | 9     | 1        | 358   | 306      | 2.12     | 1.06    |

- 各年度の太字はリーグ最高

### 記録
初記録
- 初勝利：1954年9月23日、対大洋松竹ロビンス22回戦（中日スタヂアム）[53]

節目の記録
- 1000投球回：1959年8月4日[54]、対読売ジャイアンツ15回戦[32]（中日スタヂアム）[54]

その他の記録
- ノーヒットノーラン：1回 （1957年10月12日、対大阪タイガース23回戦、阪神甲子園球場）[26] ※史上26人目（セントラル・リーグ史上9回目）[27]
- オールスターゲーム出場：2回 （1958年、1960年）

### 背番号
- 37 （1954年）[12]
- 19 （1955年 - 1960年）[12]
- 1 （1961年 - 1962年）[49]